# Xã Willow Lake, Quận Steele, Bắc Dakota
Xã Willow Lake (tiếng Anh: Willow Lake Township) là một xã thuộc quận Steele, tiểu bang Bắc Dakota, Hoa Kỳ. Năm 2010, dân số của xã này là 56 người.